# 들기름

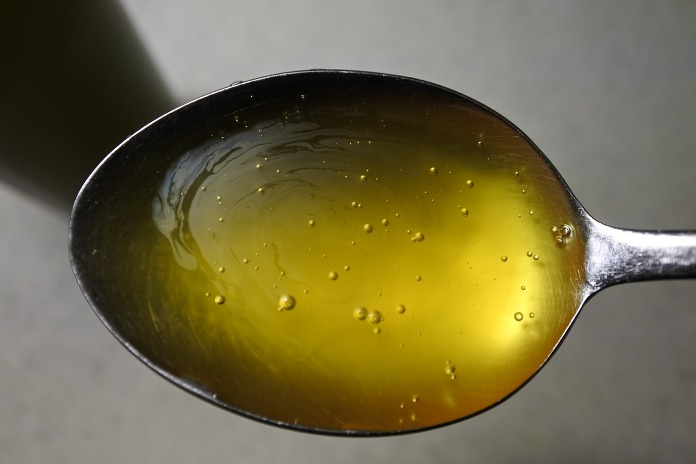
들기름

들기름(문화어: 들깨기름, 영어: perilla oil)은 들깨를 짜서 얻는 식물성 기름이다. 볶은 들깨로 짠 들기름은 특유의 고소한 맛이 있어, 한국 요리에서 풍미를 돋우는 역할을 하거나 요리용 식용유로 쓰인다. 볶지 않은 들깨로 짠 식용유는 먹지 않고 등잔 등에 쓰거나 물건을 겯는 데에 쓴다.

## 생산

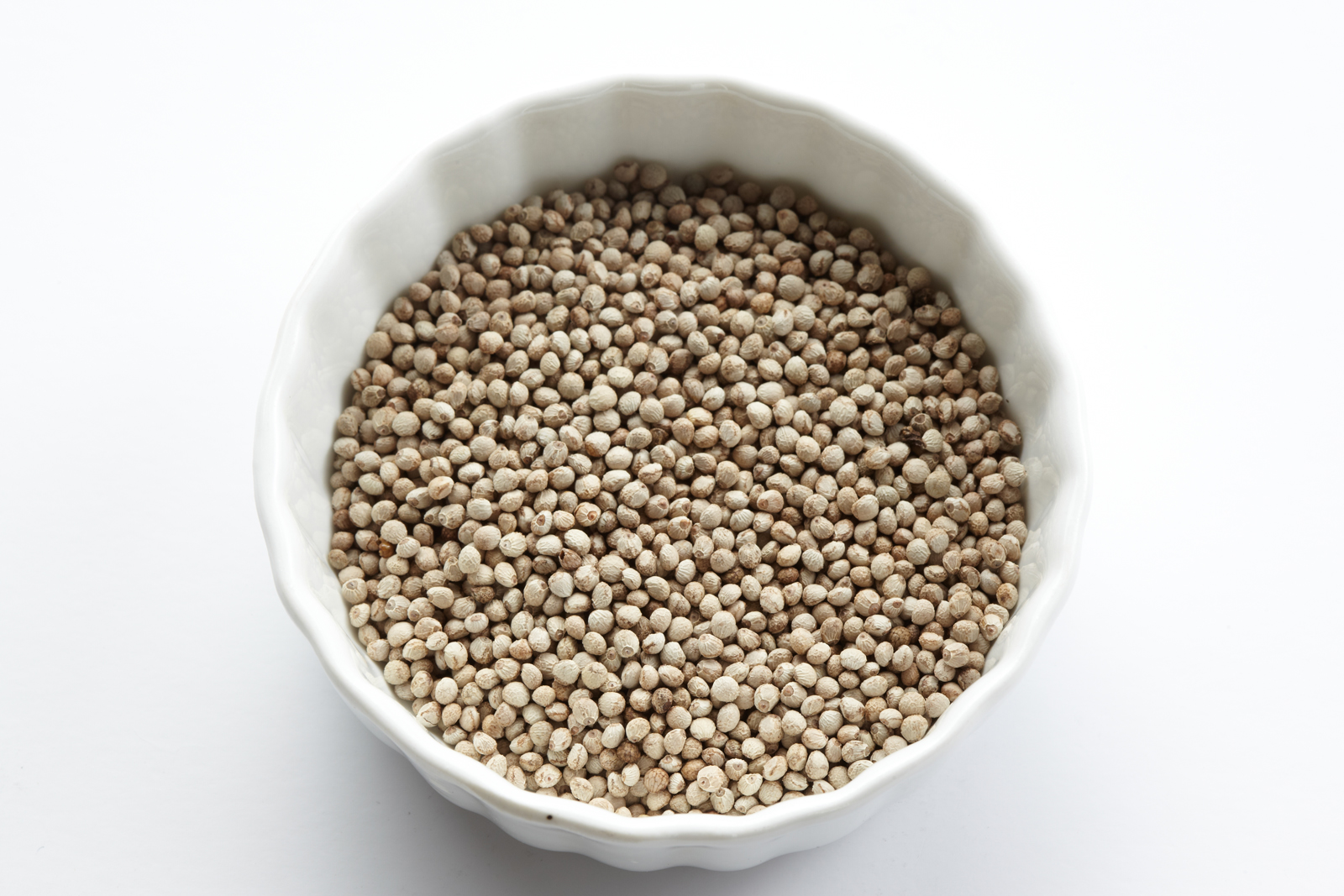
들깨

들깨에는 기름이 38~45% 정도 함유되어 있는데, 볶거나 볶지 않은 들깨를 눌러 짜서 들기름을 얻는다.

## 영양가
들기름에는 지방산이 풍부하다. 포화 지방산은 주로 팔미트산(5-7%)과 스테아르산(1-3%)으로 구성되어 있으며, 단일 불포화 지방산으로는 올레산(12-22%)이, 다가 불포화 지방산으로는 리놀레산(13-20%), 감마리놀레산(0-1%), 알파리놀레산(54-64%), 아라키드산(0-1%) 등이 들어있다.
오메가-3 지방산 비율이 54-64%로, 다른 식물성 기름에 비해 아주 높다. 오메가-6 지방산 비율은 약 14%다. 오메가-6 대비 오메가-3 비율이 이례적으로 높아, 다른 식용유보다 건강에 좋고 심혈관계 질환, 암, 염증성 관절염이나 류머티스 관절염 같은 다양한 질병 예방에 효과가 있다.

## 쓰임새

### 요리

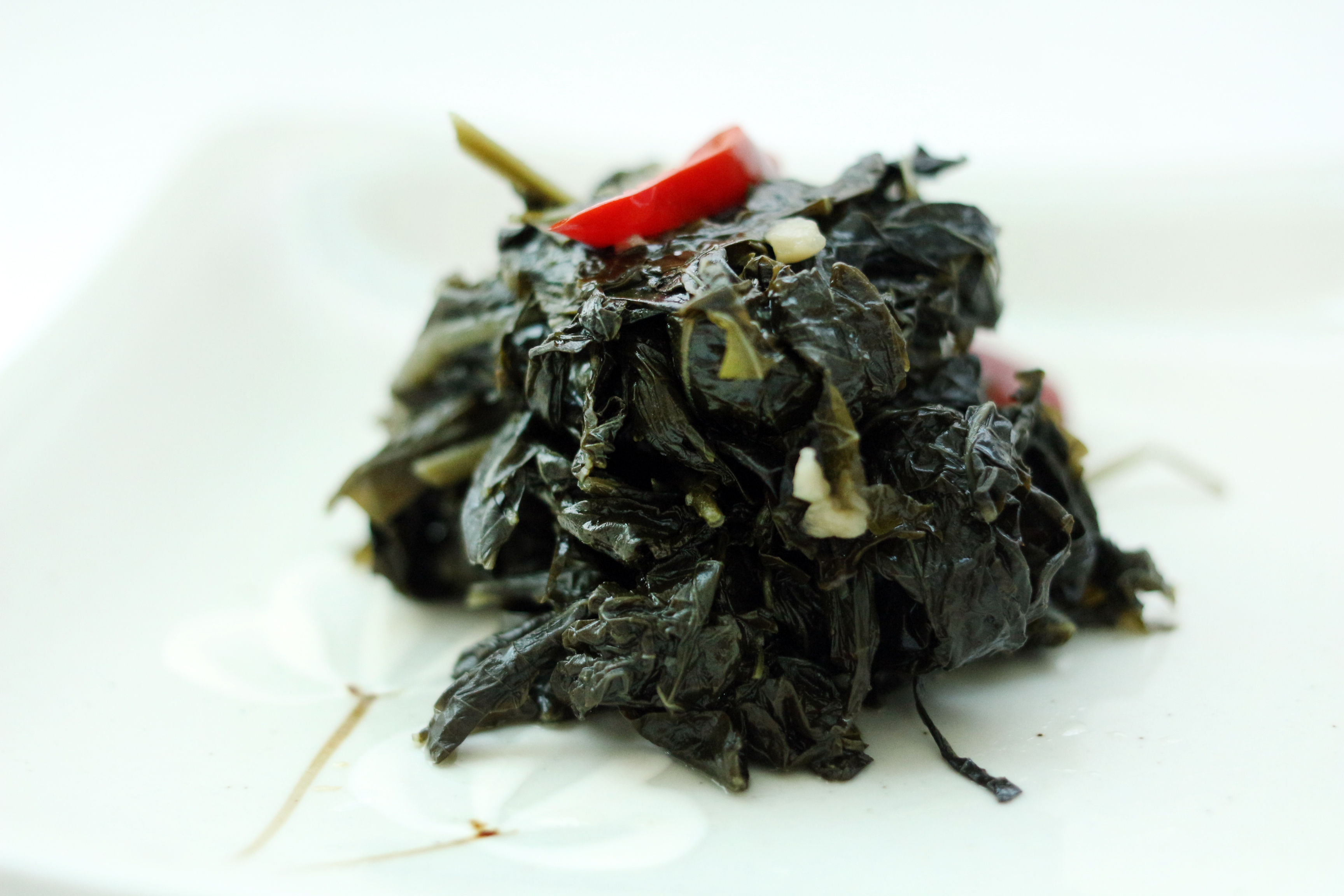
깻잎들기름볶음

볶은 들깨로 짠 들기름은 특유의 고소한 맛이 있어, 한국 요리에서 참기름과 함께 중요한 역할을 한다. 음식의 풍미를 돋우는 데 쓰거나 요리용 식용유로 쓰는데, 들깨가 따뜻한 지역에서 잘 자라, 주로 삼남지방(충청도, 전라도, 경상도)에서 재배하고 사용된다.
나물을 무치는 데도 쓰고, 김에 발라 굽기도 한다. 들기름에 전을 부치기도 하며, 양념장에도 넣는다. 현대에 와서는 퓨전 요리에서도 들기름이 쓰이는데, 샐러드 드레싱 등에 넣거나 아이스크림에 넣기도 한다.

### 의료
전통 의학에서는 들깨 달인 것을 호흡기 질환이나 소화불량에 처방하기도 했다. 들깨는 심혈관계 질환, 암, 염증성 관절염이나 류머티스 관절염 같은 다양한 질병 예방에 효과가 있다.

### 공업
볶지 않은 들깨로 짠 들기름은 페인트, 바니시, 인쇄용 잉크나 장판용 리놀륨을 만들 때 쓰이기도 한다.
한국에서는 등잔 등에 쓰거나, 장판지의 콩댐을 할 때 등 물건을 겯는 데에 썼다.

## 속성
| 유형                                              | 가공 처리 | 포화 지방산 | 단일불포화 지방산 | 단일불포화 지방산 | 고도불포화 지방산 | 고도불포화 지방산 | 고도불포화 지방산 | 고도불포화 지방산 | 발연점          |
| 유형                                              | 가공 처리 | 포화 지방산 | 전체              | 올레 산 (ω-9)     | 전체              | α-리놀렌 산 (ω-3) | 리놀레 산 (ω-6)   | ω-6:3 비율        | 발연점          |
| ------------------------------------------------- | --------- | ----------- | ----------------- | ----------------- | ----------------- | ----------------- | ----------------- | ----------------- | --------------- |
| 아몬드                                            |           |             |                   |                   |                   |                   |                   |                   |                 |
| 아보카도                                          |           | 11.6        | 70.6              | 52-66             | 13.5              | 1                 | 12.5              | 12.5:1            | 250 °C (482 °F) |
| 브라질너트                                        |           | 24.8        | 32.7              | 31.3              | 42.0              | 0.1               | 41.9              | 419:1             | 208 °C (406 °F) |
| 카놀라                                            |           | 7.4         | 63.3              | 61.8              | 28.1              | 9.1               | 18.6              | 2:1               | 238 °C (460 °F) |
| 캐슈나무                                          |           |             |                   |                   |                   |                   |                   |                   |                 |
| 치아씨                                            |           |             |                   |                   |                   |                   |                   |                   |                 |
| 카카오 버터 기름                                  |           |             |                   |                   |                   |                   |                   |                   |                 |
| 코코넛                                            |           | 82.5        | 6.3               | 6                 | 1.7               |                   |                   |                   | 175 °C (347 °F) |
| 옥수수                                            |           | 12.9        | 27.6              | 27.3              | 54.7              | 1                 | 58                | 58:1              | 232 °C (450 °F) |
| 면실                                              |           | 25.9        | 17.8              | 19                | 51.9              | 1                 | 54                | 54:1              | 216 °C (420 °F) |
| 아마씨                                            |           | 9.0         | 18.4              | 18                | 67.8              | 53                | 13                | 0.2:1             | 107 °C (225 °F) |
| 포도씨                                            |           | 10.5        | 14.3              | 14.3              | 74.7              | -                 | 74.7              | 매우 높음         | 216 °C (421 °F) |
| 삼씨                                              |           | 7.0         | 9.0               | 9.0               | 82.0              | 22.0              | 54.0              | 2.5:1             | 166 °C (330 °F) |
| 우라드콩                                          |           |             |                   |                   |                   |                   |                   |                   |                 |
| 겨자기름                                          |           |             |                   |                   |                   |                   |                   |                   |                 |
| 올리브                                            |           | 13.8        | 73.0              | 71.3              | 10.5              | 0.7               | 9.8               | 14:1              | 193 °C (380 °F) |
| 팜                                                |           | 49.3        | 37.0              | 40                | 9.3               | 0.2               | 9.1               | 45.5:1            | 235 °C (455 °F) |
| 땅콩                                              |           | 20.3        | 48.1              | 46.5              | 31.5              | 0                 | 31.4              | 매우 높음         | 232 °C (450 °F) |
| 피칸 기름                                         |           |             |                   |                   |                   |                   |                   |                   |                 |
| 들기름                                            |           |             |                   |                   |                   |                   |                   |                   |                 |
| 겨기름                                            |           |             |                   |                   |                   |                   |                   |                   |                 |
| 잇꽃                                              |           | 7.5         | 75.2              | 75.2              | 12.8              | 0                 | 12.8              | 매우 높음         | 212 °C (414 °F) |
| 참깨                                              | ?         | 14.2        | 39.7              | 39.3              | 41.7              | 0.3               | 41.3              | 138:1             |                 |
| 콩                                                | 부분 경화 | 14.9        | 43.0              | 42.5              | 37.6              | 2.6               | 34.9              | 13.4:1            |                 |
| 콩                                                |           | 15.6        | 22.8              | 22.6              | 57.7              | 7                 | 51                | 7.3:1             | 238 °C (460 °F) |
| 호두기름                                          |           |             |                   |                   |                   |                   |                   |                   |                 |
| 해바라기씨 (표준)                                 |           | 10.3        | 19.5              | 19.5              | 65.7              | 0                 | 65.7              | 매우 높음         | 227 °C (440 °F) |
| 해바라기씨 (< 60% linoleic)                       |           | 10.1        | 45.4              | 45.3              | 40.1              | 0.2               | 39.8              | 199:1             |                 |
| 해바라기씨 (> 70% oleic)                          |           | 9.9         | 83.7              | 82.6              | 3.8               | 0.2               | 3.6               | 18:1              | 232 °C (450 °F) |
| 면실                                              | 경화      | 93.6        | 1.5               |                   | 0.6               | 0.2               | 0.3               | 1.5:1             |                 |
| 팜                                                | 경화      | 88.2        | 5.7               |                   | 0                 |                   |                   |                   |                 |
| 영양 수치는 총 지방 무게 당 백분율(%)로 표현된다. |           |             |                   |                   |                   |                   |                   |                   |                 |

## 같이 보기
- 콩기름
- 참기름